# Crocidura fulvastra
Crocidura fulvastra är en däggdjursart som först beskrevs av Carl Jakob Sundevall 1843.  Crocidura fulvastra ingår i släktet Crocidura och familjen näbbmöss. IUCN kategoriserar arten globalt som livskraftig. Inga underarter finns listade i Catalogue of Life.
Denna näbbmus förekommer i Afrika i en bredare region söder om Sahara från Mauretaniens sydöstra hörn och Mali till Etiopien. Den lever i torra savanner.